# René Bolloré (1885-1935)
Pour les articles homonymes, voir René Bolloré et Bolloré.
René Joseph Bolloré (né le 28 janvier 1885 à Ergué-Gabéric et mort le 16 janvier 1935 à Paris) est un entrepreneur et papetier français. Il est le créateur de la marque française de papier à rouler OCB, Odet-Cascadec-Bolloré,. Il est le grand-père de Vincent Bolloré.

## Biographie
René Joseph Bolloré naît le 28 janvier 1885 à Ergué-Gabéric, dans le Finistère. Il est le fils de Léonie Surrault et de l'industriel papetier René-Guillaume Bolloré et petit-fils du médecin Jean-René Bolloré. Il a cinq sœurs, Eugénie née en 1873 et Agnès née en 1875, ainsi que Léonie née en 1878, Madeleine née en 1879 et Marthe née en 1881.
À la mort de leur père René-Guillaume en 1904, ses sœurs Eugénie et Agnès se retireront toutes les deux de la succession pour laisser leur frère René reprendre la papeterie familiale. René Bolloré n'a que 20 ans lorsqu'il reprend la direction de l'entreprise familiale.
En 1911, il épouse Marie-Amélie Thubé, fille d'un armateur nantais et sœur du navigateur Gaston Thubé, qui prendra part à l'entreprise familiale. Il est également le beau-frère du skipper Amédée Thubé et du marin Jacques Thubé. René Bolloré aura quatre autres enfants, René en 1912, Jacqueline en 1914, Michel en 1922 et Gwenn-Aël Bolloré en 1925.
En 1911, René Bolloré fait construire le manoir d'Odet par l'architecte René Ménard, à proximité de la papeterie familiale. En 1917, il fait l'acquisition du moulin de Cascadec, sur les bords de l'Isole, et y construit une nouvelle usine. Il développe alors considérablement l'activité de la papeterie,. L'année suivante, la marque de papier à rouler OCB, pour Odet-Cascadec-Bolloré, est lancée sur la base d'un procédé permettant de fabriquer du papier extrêmement fin et amené de Chine par son grand-père et médecin Jean-René Bolloré.
Amoureux de la mer, il est propriétaire du « Dahu II », un yacht blanc de 32 mètres sur lequel il sera photographie avec Bibi et de la comédienne et chanteuse Denise Grey. En 1920, il fait l'acquisition de l'île du Loc'h, dans l'archipel des Glénans au sud du Finistère, et propriété du seul Vincent Bolloré et de ses enfants depuis 2010,.
Le 8 juin 1922, il prononce un discours à l'occasion de la fête du centenaire d'Odet et de Cascadec. Il cite toutes les personnes, ouvriers et employés qui ont mené au succès de ses usines, se rappelant également des travaux de Cascadec en 1894. Il rend hommage à son père, ses oncles Léon et Charles, mais aussi à son contremaître Jean Pierre Rolland qui a lancé l'usine de Cascadec. Il rend également hommage aux ouvriers et proches morts lors de la Première Guerre mondiale qui s'est achevée quelques années plus tôt : « à mes beaux-frères [Joseph Adrien] Chausse et Thubé, à mon neveu [Eugène] Belbéoc'h, aux 17 ouvriers dont les noms vous ont été lus ce matin à l'église »,. Son neveu Eugène Belbéoc'h, fils de sa demi-sœur Eugénie, était soldat au 71e régiment d'infanterie, décédé durant la Première Guerre mondiale. Il a été l'un des employés de la papeterie. Son beau-frère Joseph-Adrien Chausse était lieutenant au 118ème régiment de ligne, mort durant la Première Guerre mondiale,.
En 1927, René Bolloré fait l'acquisition de 55 hectares de dunes sur l'île d'Houat auprès de propriétaires Houatais, refusant l'installation d'acquéreurs étrangers, et ce, en échange de l'aménagement d'une digue et d'un château d'eau, finalement rasé en 2002,.
En 1928, René et sa femme Marie font construire l'école Saint-Joseph sur le quartier de Lestonan à Ergué-Gabéric pour y accueillir les enfants de leurs ouvriers, logés dans la cité ouvrière de Ker-Anna,.
En 1930, il fait éditer un livre d'or des papeteries Bolloré, sur leur origine et illustré de photos en noir et blanc.
Il décède d'un cancer de la gorge à Paris, le 16 janvier 1935 à seulement 49 ans. Son fils René Bolloré et son beau-frère Gaston Thubé reprennent alors la direction de l'entreprise familiale Bolloré et d'OCB,.

## Distinctions
- Officier de la Légion d'honneur